# Gangstar 2: Kings of L.A.
 Gangstar 2: Kings of L.A. es un videojuego de acción-aventura para teléfono móvil y posteriormente lanzado en Nintendo DS desarrollado y distribuido por Gameloft. Una versión remake del juego fue lanzado para iOS y Android en el 2009, retitulado como Gangstar: West Coast Hustle.

## Jugabilidad
Al igual que Grand Theft Auto, el juego tiene un mundo abierto, al estilo sandbox, y permite al jugador hacer misiones, para avanzar en la trama, a su tiempo. Los jugadores pueden vender productos (denominados en el juego como "golosinas") para ganar dinero o invertir en la compra de películas. Los policías y sus vehículos están basados en el Departamento de Policía de Los Ángeles. Los jugadores también pueden explorar las cuatro áreas de Los Ángeles, que consisten en: la Costa, los Suburbios,  Centro y  Beverly Hills.

## Argumento
En la cárcel de Tijuana, México, dos presos, Juan y Pedro, han logrado escapar de la prisión y han logrado, después de un fallido robo en un banco, cruzar la frontera hacia EE. UU. con rumbo a Los Ángeles, California. Juan se reúne con su primo L.C. (Luis Custodio), un hombre perteneciente a la banda mexicana Los Matadores, que le dará misiones a Juan y su amigo para dominar los barrios de la banda enemiga, Los Locos Muertos, cumpliendo también las labores de El Toro, el líder de Los Matadores. Después de varias misiones en la Costa de Los Ángeles, los dos hombres se trasladan a los suburbios a cumplir misiones para T-Diller, el líder de una banda que busca adueñarse de los barrios de los suburbios, pero todo termina en una emboscada para poder matar a una traidora llamada Latisha, amiga de T-Diller que se unió con Los Locos Muertos. Latisha es asesinada por Pedro pero emboscan al grupo, donde T-Diller muere con miembros de su banda, perdiendo el barrio. Sin saber a dónde ir, los dos amigos se trasladan a Beverly Hills, donde cumplirán misiones para Abuelita, que trabaja en la industria del cine. En una de las misiones acompañan a Antonio, un actor, a robar el banco de Los Ángeles, reuniendo fuertes sumas de dinero. Juan llama a L.C. para darle la noticia y los tres van a gastar dinero, pero son sorprendidos por unos sicarios que matan a Juan, haciendo que Pedro busque venganza. Así, comienza a trabajar con la Mafia y con la Yakuza del puerto de Los Ángeles para obtener respuestas, pero estás no son suficientes, conduciendo a  que la Mafia obtuviera sus propios fines. El conflicto lo llevará hasta con políticos del país donde finalmente sabrá la verdad por medio de la traición de El Toro, quien intentó matarlo, a quien le perdona la vida a cambio de la verdad. Finalmente la verdad lo lleva a un edificio lleno de miembros de una organización criminal bajo el mando de Johnny "The Boss" Gardmore, quien mandó a matar a Juan y a él por traicionarlo en el robo del banco en Tijuana, y a quien asesina en el techo del edificio.

## Vehículos
| Vehículo         | Color                                                                                        | Description |
| ---------------- | -------------------------------------------------------------------------------------------- | --- |
| Patriot          | Azul, Amarillo, Verde, Negro y Blanco, Blanco y Café, Azul y Naranjo                         | Este es el vehículo más básico en el juego similar a la del Almirante o Chavos en Grand Theft Auto IV.                                   |
| Police Car       | Blanco y Negro                                                                               | El auto de Policía, no se pueden comprar en el concesionario de automóviles y debe ser secuestrado para obtenerlo.                       |
| Taxi             | Rojo y Amarillo                                                                              | Es la versión del Patriot en Taxi, no se pueden comprar en el concesionario de automóviles.                                              |
| Patriot Deluxe   | Morado, Azul con Naranjo                                                                     | La versión de lujo del Patriot, es una limusina similar al Stretch en Grand Theft Auto IV.                                               |
| Climber          | Azul, Blanco, Negro, Cyan, Morado, Rojo                                                      | El Climber es una Furgoneta similar al Landstalker, Cabalgata o el deporte Huntley en el Grand Theft Auto serie.                         |
| Sorraia          | Negro con flamas                                                                             | El un auto clásico deportivo, que es similar a un Dodge Challenger o Roadrunner Plymouth (solo disponible en la versión de Nintendo DS). |
| Fulgure          | Azul, Morado, Gris, Negro, Cyan, Blanco                                                      | El Fulgure es el más básico deportivo del juego, y se basa en la Nissan 350Z / Fairlady Z (Z33).                                         |
| Stallion Classic | Verde y Amarillo, Azul y Naranjo, Rosa y Blanco, Celeste y Gris, Negro y Gris, Rojo y Blanco | Es un coche deportivo con dos franjas a través de ella y tiene una velocidad máxima de 122 mph. Basado en el 2006 Shelby Mustang.        |
| S1500 GT         | Plateado, Rojo, Azul, Naranjo, Negro                                                         | El coche más rápido en el juego con una velocidad máxima de 150 mph. Basado en el 2005 Porsche 911 Turbo                                 |
| Kamikazi Dust    | Naranjo                                                                                      | El Kamikzaki Dust es una moto similar a la NRG-500 o PCJ-600 en el Grand Theft Auto serie.                                               |
| Quad             | Azul                                                                                         | Es una cuatrimoto con una velocidad máxima de 73 millas por hora.                                                                        |

## Concesionario
En el juego está la posibilidad de comprar vehículos en el concesionario de automóviles, cada uno con un valor distinto, dependiendo el tipo de vehículo, velocidad y resistencia. Los vehículos que se pueden comprar van desde: Patriot, Climber, Fulgure, Sorraia (NDS), Stallion Classic, Kamikazi Dust, Quad, S1500 GT y Patriot Deluxe. Los Taxis y los Police Car no se pueden comprar, estos tendrán que ser robados para obtenerlos. También se pueden visitar los Talleres de Vehículos, donde se puede reparar un vehículo o vender uno, el valor de cada vehículo dependerá del estado en que se encuentre.

## Armas
Las tiendas de armas son similares a las Ammu-Nation, aunque el jugador puede comprar salud y armadura. Se pueden comprar armas desde la Armadura, Salud, Pistola, SMG, Escopeta, AK-47, Rifle de Francotirador, Lanzacohetes y Granadas. También se puede acceder a la tienda desde el menú Servicios, sólo que los precios se elevaran un poco.
Las armas presentes en el juego son: los Puños, Pistola, Pistola con Silenciador, Doble Pistola, SMG, Doble SMG, AK-47, Escopeta, Rifle de Francotirador, Lanzacohetes y Granadas.

## Recepción
La versión para DS recibió críticas "generalmente desfavorables" de parte de los críticos y críticas "mixtas o promedio de parte de los usuarios según el sitio web agregador de reseñas Metacritic.
Lucas M. Thomas de IGN escribió: "Así que no se deje seducir por el precio de cinco dólares de este y su promesa de una experiencia GTA liviana: cumple su papel, pero no funciona en ninguna área".
James Newton de Nintendo Life escribió: "Tanto la conducción como los disparos son insatisfactorios, las estructuras de la misión carecen de variedad y la escritura muestra todos los estereotipos negativos bajo el sol".
La revista Official Nintendo Magazine UK dijo que simplemente era "horrible".

## Leer más
- Gangstar: Crime City
- Gangstar: West Coast Hustle
- Gangstar: Miami Vindication
- Gangstar Rio: City of Saints